# 格拉扬和洛皮塔勒
格拉扬和洛皮塔勒（法語：Grayan-et-l'Hôpital，發音：[gʁajɑ̃ e lopital]）是法国吉伦特省莱斯帕尔梅多克区的市镇，位于该省西北部，梅多克半岛北端，面积45.4平方千米，2022年1月1日人口为1,545人。

## 地理
格拉扬和洛皮塔勒（45°26'35"N, 1°5'28"W）面积45.4 平方千米，位于法国新阿基坦大区吉倫特省，该省份为法国西南部沿海省份，是法國本土面积最大的省，北起滨海夏朗德省，西临大西洋，南至朗德省，东南接洛特-加龍省，东临多爾多涅省。
与格拉扬和洛皮塔勒接壤的市镇（或旧市镇、城区）包括：滨海苏拉克、旺萨克、圣维维安德梅多克、塔莱。
格拉扬和洛皮塔勒的时区为UTC+01:00、UTC+02:00（夏令时）。

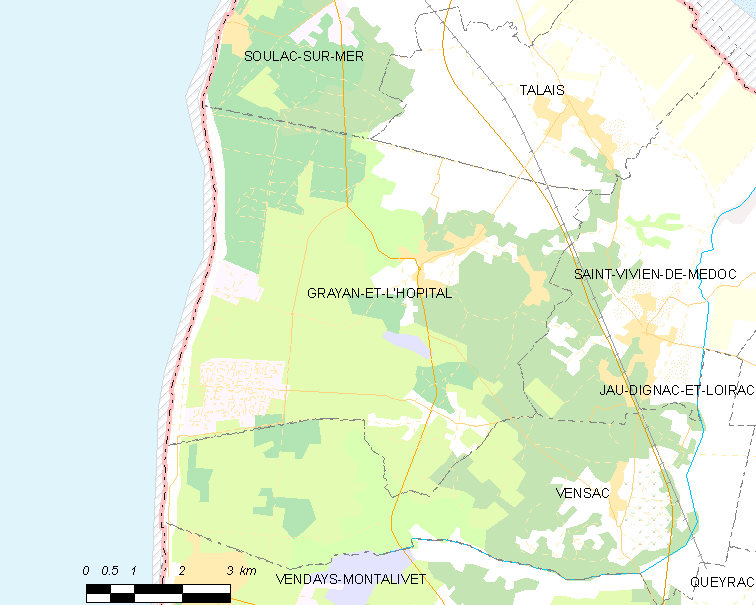
格拉扬和洛皮塔勒的OSM定位图

## 行政
格拉扬和洛皮塔勒的邮政编码为33590，INSEE市镇编码为33193。

## 政治
格拉扬和洛皮塔勒所属的省级选区为北梅多克县。

## 人口

1962-2008年间格拉扬和洛皮塔勒人口变化图示

格拉扬和洛皮塔勒于2022年1月1日时的人口数量为1545人。